# باسیلوسور

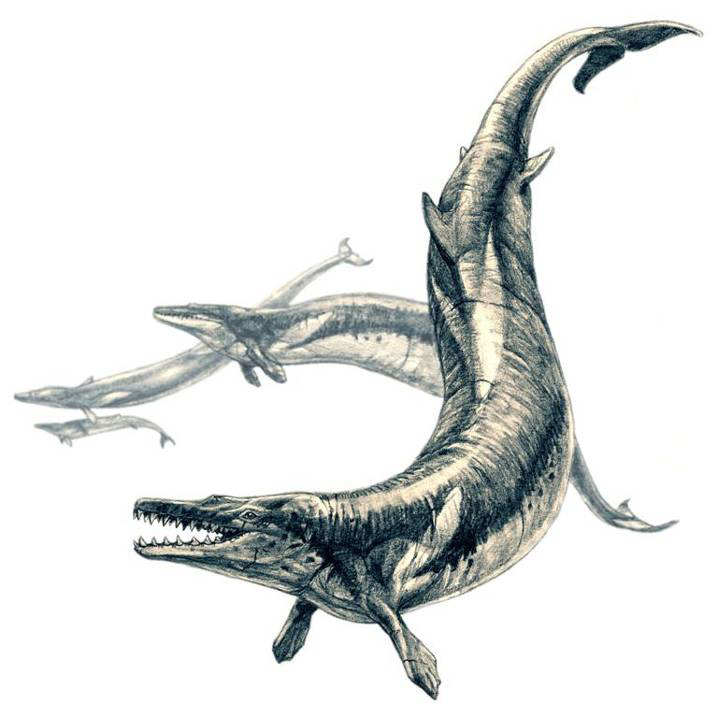
باسیلوسور

باسیلوسور (به انگلیسی: Basilosaurus)، یک نهنگ اولیه منقرض‌شده است که در دورهٔ ائوسن می‌زیسته‌است.